# Mario (filme de 2018)
Mario (bra: Mário e Leon - no Amor e no Jogo) é um filme de drama romântico suíço de 2018 dirigido por Marcel Gisler. Aborda temas como homofobia, assédio e hipocrisia no meio do futebol profissional.

## Produção e Divulgação
O diretor Marcel Gisler idealizou a obra após perceber que não conhecia nenhum filme sobre a homossexualidade no futebol. Ele culpou fatores econômicos envolvidos com o esporte pelo fato de vários futebolistas não se assumirem gays. Segundo ele, há uma enorme exigência dos atletas de venderem uma imagem de masculinidade, associada a virilidade e competitividade, que seria esperada pela sociedade apenas de homens heterossexuais.
Durante a preparação, Marcel Gisler procurou Marcus Urban, o primeiro futebolista da Alemanha a se declarar gay, que encerrou sua promissora carreira aos 22 anos porque não se sentia mais capaz de lidar com a pressão dos pares. Após ler uma versão inicial do roteiro, Urban observou que a linguagem usada pelos atletas era muito mais vulgar do que a empregada nas falas dos personagens.
As filmagens duraram cinco semanas na Suíça, e ocorreram em localidades da cidade velha de Berna e no Stade de Suisse. A produção foi significativamente apoiada pelo BSC Young Boys e pelo FC Bern, que ajudaram tanto com os uniformes quanto com a infraestrutura. A parte final foi filmada por duas semanas em Hamburgo, na Alemanha, incluindo o Millerntor-Stadium do FC St. Pauli, onde a cena final foi produzida com a participação de cerca de 30 mil espectadores.
A estreia ocorreu em 27 de janeiro de 2018 no Festival de Cinema de Soleura. No mesmo ano foi exibido no Festival Internacional de Cinema de Locarno 2018 e no Festival de Cinema de Hamburgo. No Brasil foi exposto no 26º Festival Mix Brasil de Cultura da Diversidade, em novembro de 2018.

## Elenco
| Ator/Atriz          | Personagem         |
| ------------------- | ------------------ |
| Max Hubacher        | Mario Lüthi        |
| Aaron Altaras       | Leon Saldo         |
| Jessy Moravec       | Jenny Odermatt     |
| Jürg Plüss          | Daniel Lüthi       |
| Doro Müggler        | Evelyn Lüthi       |
| Andreas Matti       | Peter Gehrling     |
| Joris Gratwohl      | Roger Maillard     |
| Scherwin Amini      | Claudio Lafranconi |
| Fabrizio Borsani    | Luc Columbier      |
| Julian Koechlin     | Eric Kalterer      |
| Gabriel Noah Maurer | Simon Bucher       |
| Stallone Anderson   | Lukas Ammann       |
| Matthias Neukirch   | Christian Zischler |

## Sinopse
Apoiado pelo ambicioso pai, Mario sonha com uma carreira como jogador de futebol profissional. Um dia ele enfrenta a concorrência inesperada de Leon, que se mudou de Hanôver para a Suíça. Os dois rivais no campo de futebol logo desenvolvem sentimentos um pelo outro, acentuados após irem morar juntos. Quando rumores sobre Mario e Leon começam a circular, ambos são intimidados por seus companheiros. Mario luta consigo mesmo, mas segue a linha de seu agente e do dirigente do clube para não colocar sua carreira em risco. Leon, por outro lado, não aguenta a pressão e seu desempenho esportivo começa a estagnar, acabando por deixar o clube e voltar para a Alemanha. Tempo depois, Mario consegue se estabelecer como jogador de futebol profissional e acaba se mudando para Hamburgo. Sua melhor amiga, Jenny, muda-se com ele e passa um tempo fingindo ser sua namorada. Depois de vários meses, porém, ela não aguenta mais as mentiras e parte. Mario continua com dificuldade de lidar com sua sexualidade e passa a recorrer a remédios para dormir para se acalmar. Então Mario vai em busca de Leon, e diz ao rapaz que pensa nele todos os dias. Leon conta que está estudando engenharia de som e que desistiu da carreira de futebolista profissional, praticando o esporte apenas de forma amadora. Além disso, Leon revela que vive um novo relacionamento. O filme termina com Mario entrando no campo de futebol com seu time. Depois de marcar um gol, ele olha fixamente para a multidão.

## Premiações
Festival Internacional de Cinema de Chicago 2018
- Indicação ao Gold Q-Hugo de Ouro[11]

FilmOut San Diego 2018
- Prêmio de Melhor Longa-Metragem Internacional[12]

Festival de Cinema de Hamburgo 2018
- Nomeação para o Prêmio Art Cinema da Associação Internacional de Teatros de Arte Cinematográfica[9]

Schweizer Filmpreis 2018
- Prêmio de Melhor Ator (Max Hubacher)

- Prêmio de Melhor Atriz Coadjuvante (Jessy Moravec)

- Indicação de Melhor Longa-Metragem (Marcel Gisler)

- Indicação de Melhor Roteiro (Marcel Gisler e Thomas Hess)